# Simon Blad

Simon Blad
Relief von August Vogel

Simon Blad (* 18. März 1818 in Büdesheim bei Bingen; † 16. Februar 1896 in Berlin) brachte es als Geschäftsmann in Berlin zu einem ansehnlichen Vermögen, das er, unverheiratet geblieben, bei seinem Tod mit jeweils „circa 300 000 M“ den Städten Bingen und Mainz „zur Unterstützung junger aufstrebender Talente von Personen beiderlei Geschlechts auf dem Gebiete der Kunst, Wissenschaft und des Handwerks“ und mit „ca. 600 000 M“ der Stadt Berlin hinterließ. Die insgesamt etwa 1.200.000 Mark entsprechen der heutigen Kaufkraft von etwa 10.506.000 Euro.

## Streit um die Annahme des Erbes

Grabmal auf dem Berliner Zentralfriedhof Friedrichsfelde

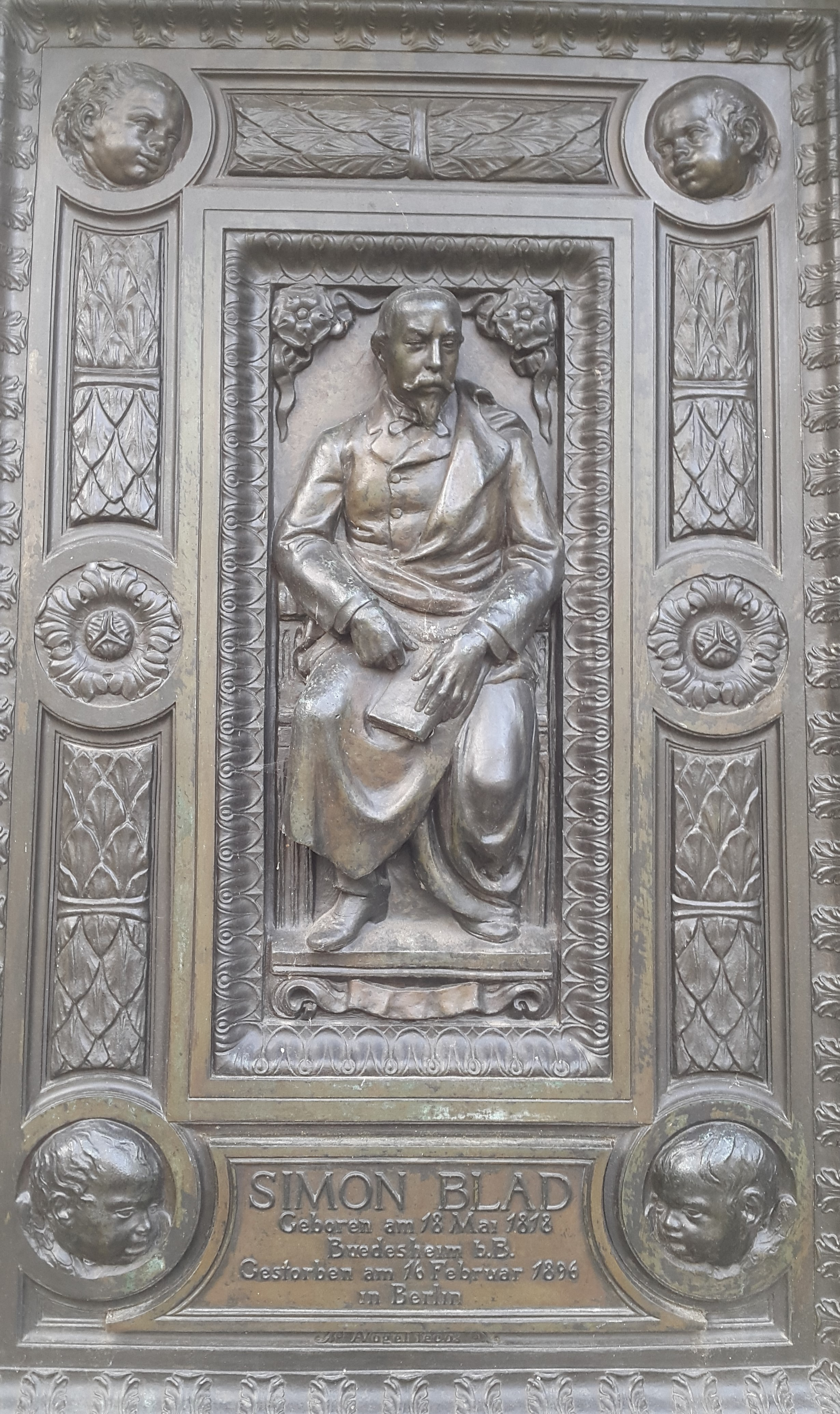
Grabmal (Detail)

Die Berlin mit der Zuwendung auferlegte Verpflichtung, „auf dem Bestattungsplatz ein würdiges Monument, in Erz den Verstorbenen in ganzer Figur darstellend, errichten zu lassen“, führte allerdings zu antisemitischen Protesten, da Blad, wie die Blätter der Deutschsozialen Partei schrieben, „einen nichts weniger als reinen Lebenswandel geführt habe“. Dem Standpunkt des Magistrats
„Wenn auch der Testator mit der Staatsgewalt in Konflikt geraten ist, so handelt es sich aktenmäßig weder um Neigungen, noch um ehrenrührende Vergehen des Verstorbenen. […] Der Erblasser war auch Ehrenbürger von Kissingen“.
sei entgegenzuhalten, dass Blad „zweimal – mit 6 Wochen Gefängnis bzw. mit 500 Mk. bestraft worden“ sei. Bei dem Urteil der Strafkammer des Landgerichts Berlin I vom 3. November 1887 sei es darum gegangen, dass er sein Dienstmädchen Clara, „wie er dies zu thun pflegte“, kurz vor der Entbindung entlassen, später keine Alimente mehr gezahlt und Claras in Verwahrung genommenes Sparbuch nicht herausgegeben habe.
Die Gegenwart brachte 1896 gar einen Artikel Simon Blad und die Kunst von „Genremaler August H. Plinte (Berlin)“ über den „wackeren Mitbürger Simon Blad, der in seinem Dienst stehende thörichte Provinzjungfräulein massenhaft verführte, zur entscheidenden Stunde in’s Elend der Prostitution stieß und vorsichtshalber auch noch ihrer geringen Habe beraubte.“
Georg Hirths Jugend - Münchner illustrierte Wochenschrift für Kunst und Leben  druckte am 13. Juni 1896 zusammen mit einer Karikatur von Arpad Schmidhammer das mit »Dr. Thoma« unterzeichnete Gedicht Das Simon Blad-Denkmal in Berlin, in dem ein Vater im feierlichen Oden-Ton alkäischer Strophen seinen Sohn über "der Schande Denkmal" belehrt, dessen „Anblick“ dem Sohn „röthen die Stirn in Scham“ und „zornigen Ekel [...] erregen“ werde; „ein frecher Faun // die höchste Ehre kaufte mit schnöden Geld, [...] Gieriger Habsucht ein dauernd' Zeichen.“

## Beurteilung Blads aus jüdischer Sicht
Über Blad hatten auch Juden inzwischen kaum mehr Freundliches zu sagen, wie die folgende Passage aus der Erzählung Das Sefermahl von Arthur Kahn (1850–1928) zeigt, die Ereignisse aus dem Jahr 1865 schildert und 1909 entstand:

„Es gab damals zwei Männer aus dem Dorfe, von denen viel gesprochen wurde. Der eine hieß Simon Blad, von dem eines Tages die Zeitungen ganz Deutschlands sprachen; aber nicht in rühmlichem Sinne. Simon Blad, ein Alters- und Schulgenosse von Salomon Marx, wandte seine nicht geringen Fähigkeiten dazu an, sich als Finanzgenie emporzuarbeiten. Der Sohn eines armen, aber grundehrlichen und dabei etwas beschränkten Mannes von unbedeutender Herkunft. Simon Blad hatte einen grenzenlosen Ehrgeiz, jedoch ohne höheren Bildungstrieb. Er brachte es zu einem ansehnlichen Vermögen, von dem er aber weder dem alten Vater noch seiner blutarmen Schwester bei deren Lebzeiten auch nur das geringste zukommen ließ. Von dem Ehrgeiz eines menschlich wertlosen Parvenüs durchdrungen, strebte er nur danach, sich auf eine möglichst Aufsehen erregende Weise zu verewigen, ja, sogar unsterblich zu machen. Niemals fiel dem eitlen engherzigen Streber ein, durch eine seinem großen Vermögen entsprechende hochherzige Tat sich den Dank der Mit- und Nachwelt zu sichern. Und dennoch wünschte er nach seinem Tode durch ein Denkmal, das möglichst in die Augen fallen sollte, im Munde der Nachwelt weiterzuleben.
Dieses Streben gelang ihm tatsächlich, indem Simon Blad für alle Zeiten, in denen Denkmäler eine Geschichte haben werden, unsterblich lächerlich bleiben wird. Sein ‚Denkmal‘, das die eine Stadt ihm in einem versteckten Winkel errichten ließ, um dafür seine Millionen zu erben, ist einschließlich des Sockels etwa einundeinhalb Meter hoch – ein Hohnmal aufgeblähter, verdienstloser Narrheit. Als er 1882 [sic!] starb, bildeten seine Nekrologe eine Sammlung von Spottschriften und vernichtenden Kritiken, wie sie wohl kaum ein zweitesmal nach dem Tode eines solchen armseligen Wichtes mehr werden geschrieben werden. Dazu kam, daß viele Zeitungen an Simon Blad, der schon bei Lebzeiten, wenn auch ungetauft, sich verachtungsvoll von seinem Judentum abgewandt hatte, sich des toten ‚Juden‘ erinnerten, dem sie mancherlei nachzusagen wußten.
Zwei größere Gegensätze sind vielleicht noch nie in einem Dorfe geboren worden und haben vielleicht auch niemals zusammen auf derselben Schulbank gesessen wie ‚Binjomins Simon‘ und ‚Falks Salomon‘.“

## Das Grabmal
Den „krankhaften, aus einem ungesunden Ehrgeiz hervorgegangenen Denkmalsgelüsten“ Blads, von denen Arthur Kahn dann noch schreibt, kam die Behörde nicht nach, sondern verwirklichte mit dem auf dem Zentralfriedhof Friedrichsfelde für Blad errichteten Grabmal, wie es in den von Stadtbaurat Ludwig Hoffmann veröffentlichten Neubauten der Stadt Berlin heißt, ihren „Wunsch, bei der Ausführung […] sich soweit zu beschränken, als der Wortlaut der Testamentsbestimmung dies zuließ.“ Der von Hoffmann entworfene Grabstein aus Muschelkalk, in den die Urne mit der Asche des Verstorbenen eingesetzt wurde, fasst mit einer Sanduhr und der Jahreszahl 1903 oben und Lorbeergewinden zu beiden Seiten ein Bronzerelief von August Vogel ein. Dieses zeigt Simon Blad zwar „in ganzer Figur“, aber nur geringer Größe in Anlehnung an Renaissancegrabmäler in einem Rahmen aus Akanthusblättern mit Kinder- oder Engelskopfmedaillons in den Ecken. Die Grabstätte befindet sich im Mittelweg, G4, und ist in die Berliner Denkmalliste aufgenommen.

## Weiteres zur Biografie Blads
Sonst ist über das Leben Blads und die Quelle seines Reichtums kaum etwas bekannt. Vom 6. bis 7. Oktober 1860 logierte er im neueröffneten Hotel Leuthäuser in Coburg als „S. Blad, Kaufmann a. Rheims“. In der Kissinger Kurliste vom 19. Juli 1861 ist er als „Herr S. Blad, Kaufmann aus Büdesheim“ verzeichnet. Danach findet man ihn in Berlin, und zwar erstmals im Adressbuch auf das Jahr 1862 als „Kaufmann, General-Agent für Deutschland der Champagner-Handlung Heidsieck und Comp. in Rheims, Unter den Linden 52.“ 1864 ist daraus „Kaufmann, Weingroßhändler, Unter den Linden 52. Comptoir und Lager: Wilhelmstr. 70“ geworden; außerdem ist Blad nun als Eigentümer des Hauses Dorotheenstraße 37 vermerkt. 1866 führt ihn das Adressbuch als „Kaufmann und Weingroßhändler, Louisenstr. 20. Geschäfts-Local: Unter den Linden 2. v. 1. April Unter den Linden 10“ und 1867 als „Kaufmann und Weinhändler, Louisenstr. 20“ sowie als Eigentümer dieses Hauses. Für den 3. August 1869 vermerkt die Kurliste von Kissingen die Ankunft des alleinreisenden, erst 51 Jahre alten „S. Blad, Rentier aus Berlin“ im Hotel Russischer Hof. Das Berliner Adressbuch verzeichnet ihn demgegenüber weiterhin als „Kaufmann, Louisenstr. 20“, in der Ausgabe für das Jahr 1873 dann mit dem Zusatz „Wohnung: Schiffbauerdamm 33“ und dass dieses Haus sein Eigentum sei. Dort wohnte er für den Rest seines Lebens. Erst 1877 trug er auch im Berliner Adressbuch die Bezeichnung Rentier. 1885 wurde er Mitglied der Gesellschaft für Erdkunde zu Berlin und gehörte ihr bis zu seinem Tode an.